# 2006年跨年曼谷連環爆炸案
2006年跨年曼谷連環爆炸案發生在泰國首都曼谷、2006年的西曆除夕夜晚到第二天2007年的新年午夜期間（2006年12月31日至2007年1月1日）；當時正值市民的除夕慶典。首先在當地時間的下午6時左右（1800 UTC+7，1100 GMT）四次爆炸發生在曼谷城的不同角落。當天晚上一共在市區內的8個不同的地方發生了不同規模的爆炸；直至翌日（即2007年元旦）才確認至少有3死38傷（其中有外國人也有當地人）。
當地政府已在爆炸發生後不久發佈了取消一切官方公眾的慶祝及倒數活動的指令，其中也包括了在市中心裏的CentralWorld商場和在大皇宮附近的王家广场空曠地等地。
至今只有1人因為被指藏有爆炸性危險物品而被逮捕；暫時沒有任何團體或個人公開宣佈事件的責任；另外，泰愛泰黨及其領袖他信強烈否認之前曾對是次事件進行過任何形式的介入。而泰國最大妓院（或按摩院）持有人和著名政治人物Chuwit Kamolvisit則表示會付出Bt1-million給對該事件的知情或瞭解幕後操縱者的人以作為獎勵或懸紅。值得留意的是，在其中3個爆炸案發生現場被發現有用粗體筆所寫的字樣，其實是指阿富汗恐怖分子游擊部隊。

## 爆炸

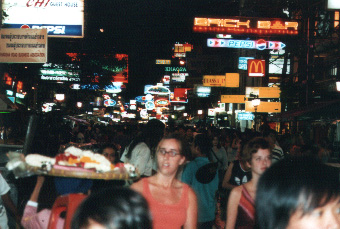
Khaosan Road

在曼谷裏面8處的爆炸地點：
| 時間         | 地點                                   | 描述                                                                                |
| ------------ | -------------------------------------- | ----------------------------------------------------------------------------------- |
| 18:00        | 曼谷勝利紀念碑 附近的巴士站            | 17人受傷，其中1人為匈牙利人 其中另外的2人在接受治療期間死亡                         |
| 18:00        | Khlong Toei                            | 炸彈被藏匿在一個中國式神龕後 1個61歲老人在接受治療期間死亡 6人受傷，包括1個10歲女孩 |
| 18:00        | 水牛桥（Saphan Khwai）                 | 2人受傷，其中1人受重傷                                                              |
| 未知         | Seacon Square Shopping Mall            | 無人傷亡                                                                            |
| 未知         | Khae Rai Intersection                  | 無人傷亡                                                                            |
| 未知         | 素坤逸路62巷                           | 無人傷亡                                                                            |
| 23:00～23:30 | CentralWorld Best Sea Foods restaurant | 5人受傷 其中3人為外國人                                                             |
| 23:30～00:00 | CentralWorld 行人天橋                  | 6人受傷 （全是外國人）                                                              |

注：所有並未被特別標明的時間均採用泰國當地時間（UTC+7）

## 外部連結
- Bomb victims identified so far
- Bangkok Post
- Bangkok blasts leave three dead（页面存档备份，存于）
- 曼谷爆炸地區地圖（页面存档备份，存于）